# Hasan Küçcük
Hasan Küçcük (* 1. Oktober 1988 in Çamlıdere) ist ein türkischer Fußballspieler.

## Karriere
Küçcük begann seine Karriere im Jahr 2007 bei Etimesgut Şekerspor und wurde 2008 an TKİ Tavşanlı Linyitspor verliehen. Nach seiner Rückkehr bestritt er 62 Spiele für Şekerspor, bevor er wieder zu Tavşanlı Linyitspor wechselte, diesmal als fester Spieler. 2011 wechselte er zu Türk Telekomspor, verließ den Verein aber nach neun Einsätzen wieder in Richtung Hatayspor. Mit Hatayspor schaffte er zweimal den Einzug in die Play-offs der TFF 2. Lig, die im Falle eines Sieges den Aufstieg in die TFF 1. Lig bedeutet hätte, scheiterte dort aber beide Male mit seinem Verein. 2014 wechselte er schließlich zu Göztepe Izmir. Mit diesem Klub beendete er die Saison 2014/15 als Meister der TFF 2. Lig und stieg damit in die TFF 1. Lig. Am Saisonende verließ er den Verein wieder und heuerte beim Drittligisten Keçiörengücü an.

## Erfolg
Mit Göztepe Izmir
- Meister der TFF 2. Lig und Aufstieg in die TFF 1. Lig: 2014/15